# Carles Puigdemont
Carles Puigdemont i Casamajó (* 29. prosince 1962, Amer) je katalánský politik, někdejší publicista a novinář. Do svého sesazení Senátem byl předsedou katalánské vlády, přesněji prezident katalánské Generalitat.

## Život
Puidgemont se narodil v městečku Amer, v katalánské provincii Girona (tj. v Katalánském autonomním společenství) v pekařské rodině. Studoval katalánskou filologii na univerzitě v Gironě (UdG), avšak studium nedokončil. V roce 1982 začal pracovat v deníku El Punt, nejprve jako korektor, později jako redaktor a deník nakonec opouštěl jako jeho výkonný šéfredaktor. V roce 1993 si vzal rok volna a procestoval takřka celou Evropu. Své zkušenosti z cest později zúročil v mnoha reportážích, a zároveň tak načerpal inspiraci k publikování své první knihy Cata...què? (1994), v niž se věnuje zahraničnímu pokrytí katalanismu v průběhu 20. století. V letech 1999–2002 byl vůbec prvním šéfem katalánské tiskové kanceláře Agència Catalana de Notícies a roku 2004 stál u zrodu magazínu Catalonia Today, který od té doby přináší všechny zásadní zprávy z Katalánska v angličtině. Carles Puigdemont se během své novinářské dráhy také velmi zajímal o použití nových technologií v komunikaci a později, už jako politik, byl též jedním z průkopníků komunikace skrze sociální sítě.

### Politická dráha
Vzdal se novinářské dráhy, když přijal v roce 2006 kandidaturu za stranu Convergència i Unió (CiU), které byl členem již od roku 1983, aby se později spolupodílel na založení ofenzivnější platformy: Katalánské evropské demokratické strany (Partit Demòcrata Europeu Català). V letech 2011–2016 byl starostou města Girona, jako první starosta města, který nebyl z socialistické strany Katalánska po třiceti letech. Poté zastával také i post předsedy Asociace katalánských obcí pro nezávislost.
V katalánských volbách v roce 2015 kandidoval na post poslance v katalánském parlamentu, kam byl zvolen. Dne 12. ledna 2016 byl zvolen prezidentem Generalitat Katalánska, což je běžně interpretováno jako funkce ministerského předsedy. Jako první představitel tohoto autonomního společenství nesložil přísahu na španělskou ústavu a krále Filipa VI. Následně rezignoval na úřad starosty Girony.

### Katalánská krize

##### Vyhlášení nezávislosti a trestní stíhání
Přední představitelé ústřední vlády Španělska pohrozili opakovaně v září 2017 Puigdemontovi trestním stíháním za přípravu protiústavního referenda o nezávislosti Katalánska připravovanému k. 1. říjnu 2017. Dle španělské prokuratury mu hrozí až 30 let pobytu za mřížemi za vzpouru. Po vyhlášení nezávislosti Katalánska parlamentem tohoto španělského autonomního regionu dne 27. října 2017 na základě výsledků výše zmíněného referenda vyzval veřejnost, aby hájila tento stav nenásilně, ale vytrvale.
Sám však koncem října roku 2017 odjel ze země, pobývá v belgickém Bruselu, kde prohlásil, že se bude bránit vydání do vlasti. Španělský soud následně na něj a na čtyři další bývalé ministry, kteří se odmítli vrátit z Bruselu, vydal evropský zatykač. V neděli 5. listopadu se dobrovolně přihlásil belgické policii. Vyšetřující soudce po líčení trvajícím 10 hodin rozhodl o jeho propuštění z vazby za podmínky, že nesmí opustit území Belgii bez svolení soudu.
5. prosince však španělský Nejvyšší soud evropský zatýkací rozkaz zrušil. Jako důvod uvedl, že vzhledem k tomu, že Puigdemont kandiduje ve volbách do katalánského parlamentu, plánuje se s vysokou pravděpodobností do Španělska vrátit. Dále uvedl, že se tím snaží vyrovnat postavení členů katalánské vlády, kteří se nacházejí v Belgii, s postavením těch, kteří zůstali ve Španělsku. Řízení v Belgii bylo ukončeno o 9 dní později. Španělská prokuratura se snažila evropský zatýkací rozkaz obnovit v souvislosti s Puigdemontovou cestou do Dánska dne 22. ledna 2018, španělský Nejvyšší soud však tuto žádost zamítl. Podle některých španělských médií je pravým důvodem, proč byl evropský zatykač stažen a nebyl obnoven, fakt, že ani v Belgii, ani v Dánsku není vzpoura trestným činem. Podle zásady oboustranné trestnosti by tedy oba státy mohly katalánského politika vydat jen ke stíhání dalších trestných činů, z nichž je viněn (např. zpronevěra veřejných prostředků), nikoli však za samotné vyhlášení nezávislosti.
Evropský zatykač byl obnoven 23. března 2018, kdy byl Puigdemont na návštěvě Finska. Zadržen byl nakonec o dva dny později, 25. března, na zpáteční cestě autem zpět do Belgie, a to v Německu po překročení dánsko-německé státní hranice. Podle sdělení svého právníka krátce po uvalení vazby zvažoval možnost podání žádosti o politický azyl v Německu. Po necelých dvou týdnech vazby, 6. dubna, byl z vazby propuštěn na kauci. Soud zároveň rozhodl, že ho není možné do Španělska vydat pro trestný čin vzpoury. Ohledně trestného činu zpronevěry veřejných prostředků německý soud rozhodl, že podmínky pro vydání Carlese Puigdemonta jsou splněny. Španělsko však 19. července evropský zatýkací rozkaz stáhlo a k samotnému vydání tedy nedošlo.
Španělský soud evropský zatýkací rozkaz obnovil 14. října 2019, tentokrát však pouze pro trestný čin zpronevěry veřejných prostředků. Stalo se tak v návaznosti na odsouzení ostatních katalánských politiků, kteří se separatistického hnutí účastnili.

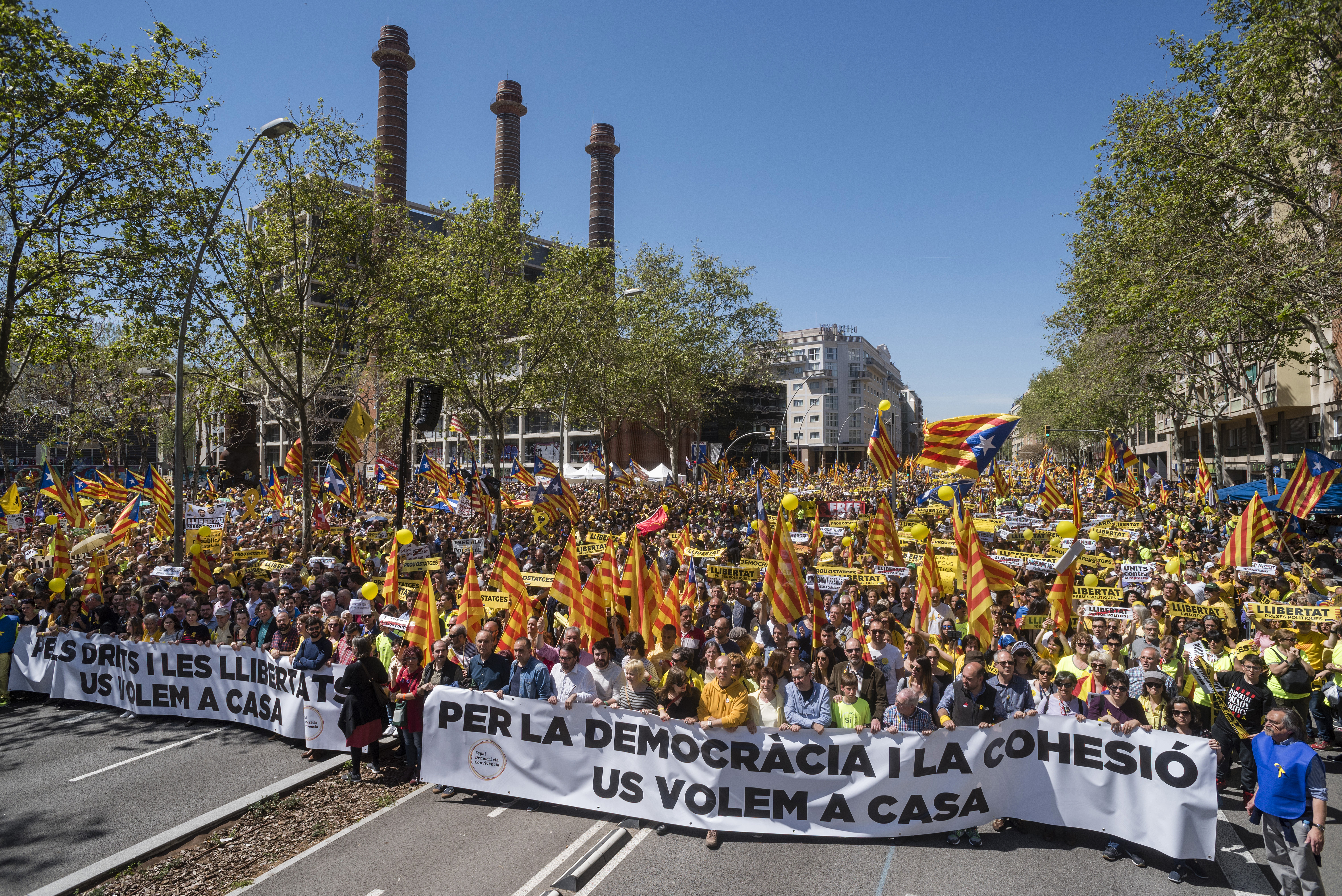
Demonstrace na podporu Puidgemonta v Barceloně 15. dubna 2018

Na konci března 2018 podal stížnost k Radě pro lidská práva OSN. Namítal v ní, že Španělsko porušilo jeho práva vyplývající z Mezinárodního paktu o občanských a politických právech, konkrétně právo být volen, svobodu projevu a svobodu sdružování.

##### Opětovná kandidatura
V reakci na vyhlášení samostatnosti španělská vláda rozpustila katalánský parlament, předčasné volby se konaly 21. prosince 2017. V těchto volbách sice na prvním místě neumístila žádná separatistická strana, separatisté strany ale získaly většinu v parlamentu. V polovině ledna 2018 se dvě největší separatistické strany, Junts per Catalunya (Společně pro Katalánsko) a Esquerra Republicana de Catalunya (Katalánská republikánská levice), dohodly na Carlesi Puigdemontovi jako společném kandidátovi na předsedu katalánské vlády. Sám Puigdemont v rozhovoru pro Catalunya Radio o několik dní později uvedl, že je připraven vést zemi ze zahraničí. Tuto možnost označil jako lepší pro Katalánsko; kdyby se vrátil do Španělska, byl by zatčen a nemohl by tedy svou funkci řádně vykonávat. Španělská vláda přitom již dříve prohlásila, že bude-li Puigdemont opět zvolen katalánským premiérem a nevrátí-li se do Španělska, zůstane Katalánsko pod její přímou správou, kterou na toto území uvalila po vyhlášení nezávislosti.
Aby se mohl stát opět katalánským premiérem, bude se však Puigdemont muset podle španělských předpisů zúčastnit své volby v katalánském parlamentu. Jako nejpravděpodobnější se jeví řešení, že se schůze zúčastní pomocí telekonference; tato možnost však dle právního oddělení katalánského parlamentu odporuje předpisům a jeho volba by pak nebyla platná. Osobně se však volby zúčastnit nemůže, neboť na španělském území je na něj v současnosti (leden 2018) stále vypsán zatykač. Španělský ministr vnitra prohlásil na konci ledna 2018, že je španělská vláda připravena Puigdemontovi zabránit, aby se jakkoliv dostal nepozorovaně do budovy parlamentu. O několik dní později, 26. ledna, podala k Ústavnímu soudu návrh na posouzení ústavnosti Puigdemontovy kandidatury. Ten již druhého dne rozhodl, že kandidát na katalánského premiéra musí být osobně účasten své volby a že tuto účast nelze zařídit pomocí technických prostředků. Volbu, plánovanou původně na 30. ledna 2018, zrušil; Puigdemontovu kandidaturu však prozatím ponechal v platnosti. Nakonec se však sám rozhodl svou kandidaturu stáhnout.
Carles Puigdemont roku 2019 kandidoval do Evropského parlamentu. Jeho kandidatura byla původně španělskými úřady zamítnuta, toto rozhodnutí však bylo zrušeno soudem. Ve volbách byl zvolen. K tomu, aby se stal poslancem, však bylo třeba, aby ve španělském hlavním městě složil slib. Vzhledem k tomu, že na něj byl na španělském území stále vypsán zatýkací rozkaz, znamenalo by to, že by byl zatčen. Poslancem se tedy stát nemohl. Začátkem ledna 2020 byl Evropským parlamentem uznán za legálně zvoleného poslance s platností od začátku mandátu. 9. března 2021 zbavil Evropský parlament Puigdemonta spolu se dvěma dalšími separatistickými politiky poslanecké imunity. Belgické úřady tak mohou zahájit řízení o jejich vydání do Španělska.